# Box of Frogs
Box of Frogs foi uma banda britânica formada em Londres, Inglaterra no ano de 1983 e já lançou álbuns pela Epic Records.